# 221-ша стрілецька дивізія (2-го формування)
221-ша стрілецька дивізія — військове з'єднання СРСР у Другій світовій війні

## Історія
Дивізія була сформована в червні 1943 року на Південному фронті на базі 79-ї стрілецької бригади.
Взяла участь у Донбаській операції з 20.08.1943 року, наступаючи на приморському напрямку. В ході операції взяла участь у звільненні міста Маріуполь 10.09. 1943 року. 02.09.1943 року перейшла в наступ, на 04.09.1943 звільнила селище Павлопіль і вийшла до річки Кальміус на південний схід від села Чермалик. 05.09.1943 відбила кілька контратак противника і о 18:00 форсувала річку. 09.09.1943 року о 14:00 дивізія перейшла в наступ уже на підступах до Маріуполя із завданням прорвати Кальміуський оборонний рубіж противника в напрямку радгосп імені Петровського — радгосп «Зірка» — станція Сартана. 10.09.1943 брала участь в повному звільненні міста від противника.
Після боїв за Маріуполь брала участь у Мелітопольської наступальної операції, з 26.09. 1943 вела важкі бої на рубежі річки Молочна, аж до 09.10.1943 оборону супротивника не вдавалося прорвати, однак після 09.10.1943 наступ почав розвиватися, дивізія наступала на південь Мелітополя в обхід міста з південного заходу.
По закінченні операції вела важкі бої з ліквідації нікопольського плацдарму, потім виведена в резерв
З 08.03.1944 року бере участь у Проскурівсько-Чернівецької операції. Дивізія прорвалася до річки Південний Буг, форсувала її на південь від Вінниці 17.03.1944 року та оволоділа населеним пунктом Шкуринці (12 км на південний захід від Вінниці) і 20.03.1944 року взяла участь у визволенні Вінниці. Точніше сказати на 20.03.1944 вона вже була перекинута в район Жмеринки і вела запеклі бої в західній частині міста. З 22.03.1944 переслідує вінницьке угруповання противника в напрямку Кам'янця-Подільського, передовими частинами брала участь у відрізанні шляхів відходу угруповання і її оточенні в районі міста Бар, потім вела напружені бої на захід від Кам'янця-Подільського. До 17.04.1944 року дивізія зосередилася на південь Городка.
Після операції завантажена в ешелони і спрямована через Ніжин, Курськ, Шліссельбург на рубіж річки Свір для участі у Свірсько-Петрозаводської операції, проте в операції, як і весь корпус, участі не брала, а була перекинута на Карельський перешийок, де брала участь із 10.06.1944 року у Виборзькій операції, наступаючи з району Білоострова і надалі північно-східніше від міста Виборга в районі станції Талі. Після закінчення бойових дій із Фінляндією перебувала на кордоні до листопада 1944 року, потім виведена в резерв і 05.12.1944 року передана до складу 39-ї армії
Перед початком Східно-Прусської операції мала завдання наступати в другому ешелоні за 358-ю стрілецькою дивізією і з оволодінням останньою другої смуги оборони противника розвернутися через її правий фланг на рубежі Гросс Туллен, Генскішкен у готовності розвинути наступ у загальному напрямку на Мешкуппен. Із введенням у бій дивізії повинен був бути перепідпорядкований 1197-ий самохідно-артилерійський полк.
Наступ розвивався не в повній відповідності з планом і 15.01.1945 дивізії було поставлено завдання знищити противника в районі Ляшен надалі з ходу оволодіти другою смугою оборони супротивника і вийти на західну околицю Генскішкен. Для виконання завдання дивізії були додані 28-ма гвардійська танкова бригада, 35-й окремий танковий полк, 350-й гвардійський самохідно-артилерійський полк, 42-й мінометний полк реактивної артилерії, 919-й артилерійський полк, 286-й винищувально-протитанковий артилерійський дивізіон.
Дивізія натрапила на сильний опір супротивника і до кінця 15.01.1945 вела запеклі бої в районі Ляшен. Дивізії було наказано введенням у бій другого ешелону протягом ночі оволодіти Генскішкен і з ранку 16.01. 1945 головними силами розвинути наступ у напрямку Шпуллен. 16.01.1945 вдень дивізія оволоділа Генскішкеном, проте в ніч на 17.01.1945 була вибита з нього, вдень 17.01.1945 знову оволоділа містом, розвиваючи наступ у західному напрямку, 671-м полком оволоділа Будупенен, а 695-м полком вела бої за Шпуллен. 625-й полк — другий ешелон дивізії — перебував у районі Лаугаллен. 25.01.1945 року дивізія взяла участь у звільненні Тапіау.
На завершальному етапі бойових дій наступала північно-західніше Кенігсберга, відсікаючи угруповання німецьких військ, закінчила бойові дії на узбережжі Балтійського моря 01.05.1945 року виведена в резерв Ставки ВГК.
У червні 1945 року перекинуто на Схід, де взяла участь у Хінгано-Мукденській операції, наступаючи на одному з найважчих напрямків — Халунь-Аршанському. Брала участь у визволенні китайського міста Солунь.
Розформована в 1947 році, особовий склад 671-го стрілецького полку обернений на формування 437-го конвойного полку.

## Повна назва
221-ша стрілецька Маріупольсько-Хінганська Червонопрапорна ордена Суворова дивізія

## Склад
- 625-й стрілецький полк
- 671-й стрілецький полк
- 695-й стрілецький полк
- 659-й артилерійський полк
- 422-й окремий винищувально-протитанковий дивізіон
- 296-та окрема розвідувальна рота
- 379-й саперний батальйон
- 595-й окремий батальйон зв'язку (1455 окрема рота зв'язку)
- 366-й медико-санітарний батальйон
- 188-ма окрема рота хімічного захисту
- 542-га автотранспортна рота
- 511-й самохідно-артилерійський дивізіон (з 09.08.1945 р.)
- 385-ма польова хлібопекарня
- 855-й дивізійний ветеринарний лазарет
- 1881-ша польова поштова станція
- 313-та польова каса Держбанку

## Укомплектованість
На початок 1945 року: 6677 осіб, 221 ручний кулемет, 75 станкових кулеметів, 18 зенітних кулеметів, 18 120-мм мінометів, 54 82-мм міномети, 10 122-мм гаубиць, 32 76-міліметрових гармати, 11 76-міліметрових протитанкових гармат ЗІС-3, 35 45-мм протитанкових гармат, 153 автомобіля.

## Підпорядкування
| Дата            | Фронт (округ)         | Армія                  | Корпус (група)            | Примітка                                                         |
| --------------- | --------------------- | ---------------------- | ------------------------- | ---------------------------------------------------------------- |
| 01.07.1943 року | Південний фронт       | 5-та ударна армія      | -                         | -                                                                |
| 01.08.1943 року | Південний фронт       | 5-та ударна армія      | -                         | -                                                                |
| 01.09.1943 року | Південний фронт       | 44-та армія            | -                         | -                                                                |
| 01.10.1943 року | Південний фронт       | 28-ма армія            | -                         | -                                                                |
| 01.11.1943 року | 4-й Український фронт | 28-ма армія            | 37-ий стрілецький корпус  | -                                                                |
| 01.12.1943 року | 4-й Український фронт | 3-тя гвардійська армія | 37-ий стрілецький корпус  | -                                                                |
| 01.01.1944 року | Резерв Ставки ВГК     | 69-та армія            | 67-ий стрілецький корпус  | -                                                                |
| 01.02.1944 року | 1-й Український фронт | 38-ма армія            | 67-ий стрілецький корпус  | -                                                                |
| 01.03.1944 року | 1-й Український фронт | 38-ма армія            | 67-ий стрілецький корпус  | -                                                                |
| 01.04.1944 року | 1-й Український фронт | 38-ма армія            | 101-ий стрілецький корпус | -                                                                |
| 01.05.1944 року | 1-й Український фронт | 60-та армія            | 94-ий стрілецький корпус  |                                                                  |
| 01.06.1944 року | 1-й Український фронт | 60-та армія            | 94-ий стрілецький корпус  | -                                                                |
| 01.07.1944 року | Карельський фронт     | 7-ма армія             | 94-ий стрілецький корпус  | -                                                                |
| 01.08.1944 року | Ленінградський фронт  | 21-ша армія            | 94-ий стрілецький корпус  | -                                                                |
| 01.09.1944 року | Ленінградський фронт  | 21-ша армія            | 94-ий стрілецький корпус  | -                                                                |
| 01.10.1944 року | Резерв Ставки ВГК     | 21-ша армія            | 94-ий стрілецький корпус  | -                                                                |
| 01.11.1944 року | Резерв Ставки ВГК     | 21-ша армія            | 94-ий стрілецький корпус  | із 16.11.1944 по 01.12.1944 у складі 3-го Білоруського фронту    |
| 01.12.1944 року | Резерв Ставки ВГК     | 21-ша армія            | 94-ий стрілецький корпус  | -                                                                |
| 01.01.1945 року | 3-й Білоруський фронт | 39-та армія            | 94-ий стрілецький корпус  | -                                                                |
| 01.02.1945 року | 3-й Білоруський фронт | 39-та армія            | 94-ий стрілецький корпус  | із 06.02.1945 по 25.02.1945 у складі 1-го Прибалтійського фронту |
| 01.03.1945 року | 3-й Білоруський фронт | 39-та армія            | 113-ий стрілецький корпус | -                                                                |
| 01.04.1945 року | 3-й Білоруський фронт | 39-та армія            | 94-ий стрілецький корпус  | -                                                                |
| 01.05.1945 року | Резерв Ставки ВГК     | 39-та армія            | 94-ий стрілецький корпус  | -                                                                |
| 01.06.1945 року | Резерв Ставки ВГК     | 39-та армія            | 94-ий стрілецький корпус  | -                                                                |
| 01.07.1945 року | Забайкальський фронт  | 39-та армія            | 94-ий стрілецький корпус  | -                                                                |
| 01.08.1945 року | Забайкальський фронт  | 39-та армія            | 94-ий стрілецький корпус  | -                                                                |
| 09.08.1945 року | Забайкальський фронт  | 39-та армія            | 94-ий стрілецький корпус  | -                                                                |
| 03.09.1945 року | Забайкальський фронт  | 39-та армія            | 94-ий стрілецький корпус  | -                                                                |

## Командири
- Блажевич Іван Іванович (29.06.1943 — 26.12.1943), полковник
- Кушнаренко Владислав Миколайович (27.12.1943 — 04.03.1945), полковник, з 13.09.1944 генерал-майор
- Антрошенков Федір Микитович (05.03.1945 — 02.04.1945), полковник
- Кушнаренко Владислав Миколайович (03.04.1945 — 09.11.1945), генерал-майор

## Нагороди та найменування
| Нагорода (найменування)   | Дата       | За що отримана                        |
| ------------------------- | ---------- | ------------------------------------- |
| Маріупольська             | 10.09.1943 | За визволення Маріуполя               |
| Хінганська                | 23.08.1945 | За участь у здобутті Великого Хінгану |
| Орден Червоного Прапора   | ??.??.???? | ??                                    |
| Орден Суворова II ступеня | ??.??.???? | ??                                    |

## Воїни дивізії
|  | Крупнов Олексій Григорович    | Командир гармати 659-го артилерійського полку                                                         | старший сержант старшина | 22.01.1945 14.03.1945 15.05.1946 |          |
|  | Телегін Петро Дмитрович       | Командир відділення 379 саперного батальйону                                                          | єфрейтор                 | 5.09.1945                        | Примітки |
|  | Титовський Роман Митрофанович | Навідник гармати 659-го артилерійського полку Командир гарматної обслуги 659-го артилерійського полку | рядовий єфрейтор         | 09.08.1944 14.03.1945 15.05.1946 |          |

## Пам'ять
- Пам'ятник воїнам 221-ї стрілецької дивізії в Маріуполі.
- Пам'ятний знак воїнам 221-ї і 130-ї дивізій у Маріуполі.
- Іменем дивізії названо бульвар у Маріуполі.
- Вулиця Миколи Краснова, комсорга полку дивізії в Калінінграді
- Музей бойового шляху 221-ї стрілецької дивізії в середній школі № 2 м. Гвардєйська Калінінградської області (кол. Тапіау)

## Цікаві факти
У складі дивізії воював снайпер Номоконов Семен Данилович, за національністю тунгус. На його бойовому рахунку тільки офіційно зафіксовано 360 убитих ворогів. Крім того, Номоконов С. Д. примітний тим, що мав можливість пополювати у відомому заповіднику Герінга і вбив там кабана. Нагороджений орденом Леніна.